# Jens Berger
Jens Berger (* 1972) ist Journalist, politischer Blogger und Redakteur bei den NachDenkSeiten.

## Leben
Berger studierte Volkswirtschaftslehre. Einige Zeit arbeitete er hauptberuflich in der Öffentlichkeitsarbeit für einen Wasserversorger und betrieb daneben den Blog Der Spiegelfechter. Er ist inzwischen Journalist und befasst sich mit sozial-, wirtschafts- und finanzpolitischen Themen. Er verfasste mehrere Sachbücher, etwa Der Kick des Geldes (2015) und den Spiegel-Bestseller Wem gehört Deutschland? (2014).  Seit März 2011 ist er einer der Autoren und inzwischen auch Redakteur der NachDenkSeiten. Zusammen mit deren Herausgeber Albrecht Müller gibt er seit 2016 „Das kritische Jahrbuch“ mit Beiträgen der Nachdenkseiten heraus.

## Rezeption
Norbert Häring lobte im  Handelsblatt Bergers Stil im Buch Wer schützt die Welt vor den Finanzkonzernen? von 2020 als „wohltuend sachlich, dabei aber trotz des vermeintlich sperrigen Themas gar nicht trocken. Berger lässt die spektakulären Beträge und die Besitzverhältnisse, um die es im Buch immer wieder geht, einfach für sich wirken, ohne unnötig an der Empörungsschraube zu drehen“.

## Schriften (Auswahl)
- Wem gehört Deutschland? Die Bilanz der letzten 10 Jahre. Vollkommen überarbeitete Neuauflage, Westend-Verlag, Neu-Isenburg 2024, ISBN 978-3-86489-284-4.
- Der Kick des Geldes oder Wie unser Fußball verkauft wird. Neuauflage, Westemd-Verlag, Frankfurt am Main 2022, ISBN 978-3-86489-410-7.
- Schwarzbuch Corona. Zwischenbilanz der vermeidbaren Schäden und tolerierten Opfer. Westend-Verlag, Frankfurt am Main 2021, ISBN 978-3-86489-343-8.
- Wer schützt die Welt vor den Finanzkonzernen? Die heimlichen Herrscher und ihre Gehilfen. Westend-Verlag, Frankfurt am Main 2019, ISBN 978-3-86489-260-8.
- Stresstest Deutschland. Wie gut sind wir wirklich? Westend-Verlag, Frankfurt am Main, ISBN 978-3-86489-002-4.